# 北海道網走南ヶ丘高等学校
北海道網走南ケ丘高等学校（ほっかいどう あばしりみなみがおかこうとうがっこう）は、北海道網走市台町二丁目にある道立高等学校。

## 概要
1922年（大正11年）、「網走にも男子中学校を」という地域の人々の声によって北海道庁立網走中学校（旧制中学）として開校。のちに男女共学となる。卒業生は20,000名（全日制・定時制含む）を超えている。
校是「文武両道」の下、部活動の加入率は現在90％を超え、進学率は毎年90％を超え、そのうち国公立大学への進学も40名（学年の20％）を超えている。約35％弱の生徒が網走市外からの通学生や下宿生である。
行事として網走湖一周マラソン（強歩遠足：男子38.9km、女子29.9km）が行われている。

## 沿革
- 1922年 - 北海道庁立網走中学校としての設立が認可、開校。
- 1931年 - 校歌を制定する。
- 1948年 - 北海道立網走高等学校と改称する。定時制常呂分校を設置。定時制斜里分校を設置。
- 1950年 - 北海道網走南ヶ丘高等学校と改称し、男女共学となる。定時制小清水分校を設置、斜里分校が独立する。
- 1952年 - 小清水分校が北海道網走向陽高等学校の所管となる。
- 1953年 - 常呂分校が独立する。
- 1972年 - 開校50周年式典を挙行する。
- 1982年 - 校舎落成・創立60周年式典を挙行する。
- 1992年 - 創立70周年式典を挙行する。
- 2002年 - 創立80周年式典を挙行する。
- 2008年 - 全日制課程普通科単位制導入。
- 2012年 - 創立90周年式典を挙行する。
- 2013年 - 「英語によるコミュニケーション能力・論理的思考力を強化する指導改善の取組（文部科学省指定研究事業）」拠点校に指定。「北海道高等学校学力向上推進事業（モデル別学力向上プロジェクト）」数学（協力校）
- 2015年 -「中高生の化学研究実践活動推進プログラム」　学校活動型（国立研究開発法人科学技術振興機構）実践校に選定
- 2016年 -「北海道高等学校学力向上実践事業」（北海道教育委員会）協力校に指定
- 2022年 - 札幌大学山口文庫の分室を開設[2]

## 教育課程
- 全日制課程
  - 普通科
- 定時制課程
  - 普通科

## 部活動

### 実績・主な部活動
演劇部は、2025年（令和7年）第71回全国高等学校演劇大会（香川大会）で、文化庁長官賞・優秀賞
。

### 運動部
- ボート部 - 国民体育大会・インターハイの出場経験があり、男子ナックルフォアで全国制覇をした事がある。
- 野球部 - 1967年夏（第49回）と1970年春（第42回）に甲子園出場経験がある。夏の甲子園に出場したことがある高校としては、日本最北端にある。
- サッカー部
- 男子ソフトテニス部
- 女子ソフトテニス部
- バスケットボール部
- 男子バレーボール部
- 女子バレーボール部
- 卓球部
- 剣道部
- 柔道部
- 空手道部
- 弓道部
- バドミントン部

### 文化系
- 演劇部 - 2004、2023、2025年度の計3回全国大会出場。
- 美術部
- 写真部
- 将棋部
- 茶道部
- ESS
- 生物科学研究会

### 外局
- 吹奏楽局 - 東日本学校吹奏楽大会に2度出場し、2014年度は金賞を受賞した。
- 放送局 - アナウンス部門・朗読部門で全国出場経験がある。
- 新聞局

## 著名な出身者
- 3代目神田山陽（講談師）
- 山口昌男（文化人類学、元札幌大学学長）
- 高松雄一（英文学者、東京大学名誉教授）
- 川田殖（倫理学者、元山梨医科大学教授）
- 横山忠夫（元読売ジャイアンツ投手）
- 西村淳（作家、元海上保安官）
- 狩野亮（バンクーバーパラリンピックアルペンスキー代表）
- 堀美香（元カーリング選手）
- 近江谷杏菜（カーリング選手、フォルティウス所属）
- 吉田知那美（カーリング選手、ロコ・ソラーレ所属）
- 水谷洋一（網走市市長）
- 谷内昭（医学者、元札幌医科大学第一内科教授、学長）
- 麻田信二（酪農学園大学理事長、元北海道副知事）